# Pilammina
Pilammina es un género de foraminífero bentónico de la subfamilia Ammovertellininae, de la familia Ammodiscidae, de la superfamilia Ammodiscoidea, del suborden Ammodiscina y del orden Astrorhizida. Su especie-tipo es Pilammina densa. Su rango cronoestratigráfico abarca el Anisiense (Triásico medio).

## Discusión
Clasificaciones previas incluían Pilammina en el suborden Textulariina del orden Textulariida.

## Clasificación
Pilammina incluye a las siguientes especies:
- Pilammina densa †
- Pilammina grandis †
- Pilammina praedensa †
- Pilammina semiplana †
- Pilammina sulawesiana †